# Кърк Асеведо
Кърк Асеведо (на английски: Kirk Acevedo) (роден на 27 ноември 1971 г.) е американски актьор. Известен е най-вече с ролите си на Мигел Алварес в сериала „Оз“, Джо Той в „Братя по оръжие“ и Чарли Франсис в научнофантастичния сериал „Експериментът“.